# Löwenrachenschnitt
Der Löwenrachenschnitt ist in der Heraldik ein Heroldsbild und eine wenig verbreitete Art, das Wappen mit einem Wappenschnitt zu teilen oder zu spalten.
Dargestellt ist im Wappen eine Schnittfigur, die zwei ineinander mit den aufgerissenen Rachen verschränkte Löwenköpfe in unterschiedlicher Tinktur zeigt. Eine durchgehende Teilungs- oder Spaltungslinie ist das Grundelement dieses Schnittes. Sind, wie im Wappen der Nürnberger Familie Helchner die Löwenköpfe mit je einem Auge dargestellt,  wird der Schnitt nach dem Heraldiker Gert Oswald zur Wappenfigur. Eine Symbolik ist diesem Wappenschnitt nicht zugeordnet, aber die Seltenheit ist heraldisch als Besonderheit anzunehmen. Mit anderen Tierköpfen, wie von Pferd, Hund und Adler, gibt es sinnverwandte Schnitte. Der Löwenrachenschnitt wurde von Johann Siebmacher  in seinen Wappenbüchern dokumentiert.